# Rhamnus lycioides subsp. oleoides
Rhamnus lycioides subsp. oleoides ist eine Unterart der Art Rhamnus lycioides aus der Gattung Kreuzdorn (Rhamnus) innerhalb der Familie der Kreuzdorngewächse (Rhamnaceae).

## Beschreibung

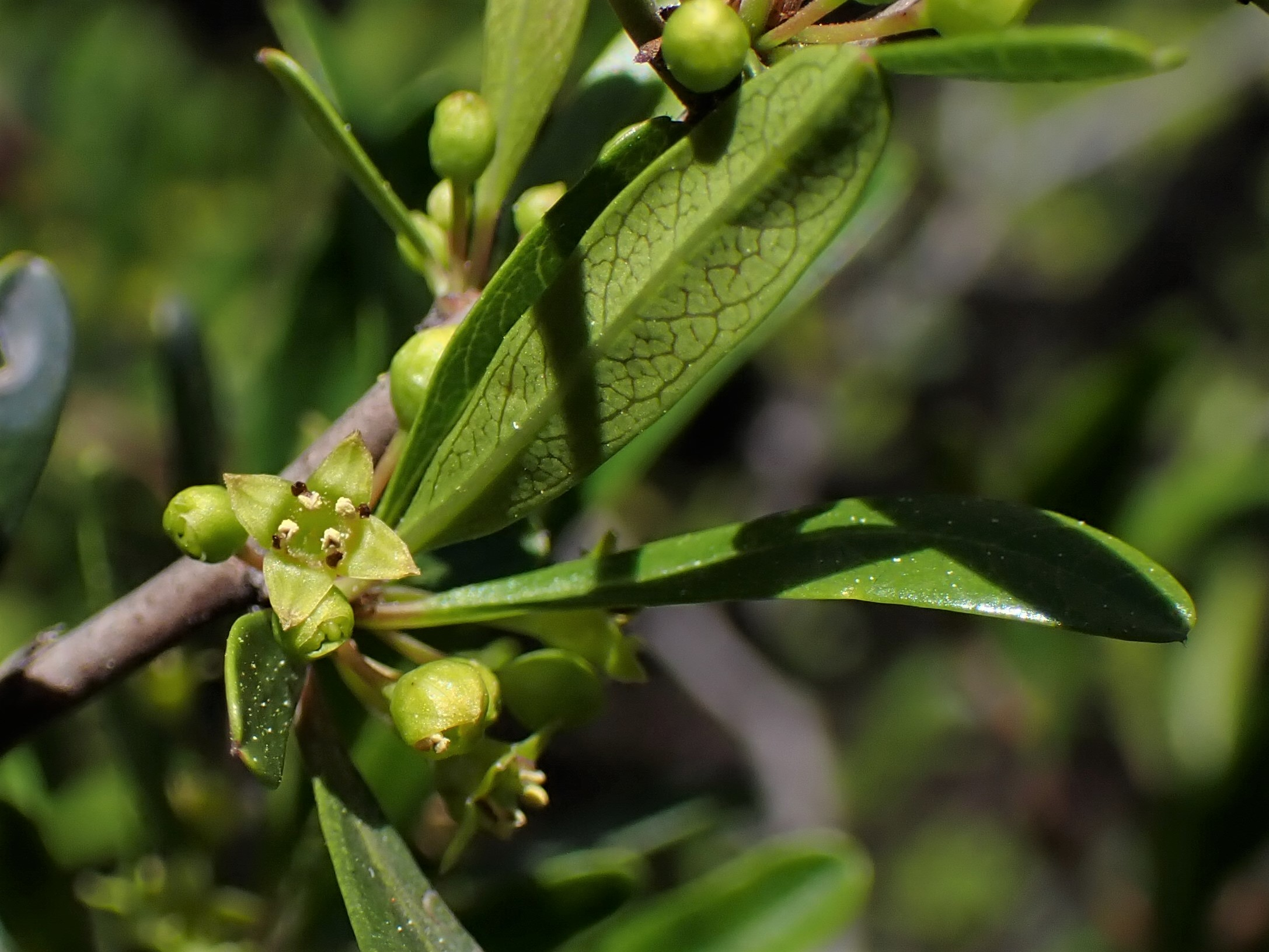
Zweig mit Laubblättern und Blüten

### Vegetative Merkmale
Rhamnus lycioides subsp. oleoides wächst als immergrüner Strauch und erreicht Wuchshöhen von 60 bis 100, selten bis 200 Zentimetern. Die graue Rinde ist an den Dornen rötlich.
Die wechselständig angeordneten Laubblätter sind in kurzen Blattstiel und -spreite gegliedert. Die einfache, lederige Blattspreite ist bei einer Länge von selten 6 bis, meist 10 bis 23 Millimetern verkehrt-eiförmig und ganzrandig oder besitzen an ihrem oberen Ende ein bis zwei Zähne.

### Generative Merkmale
Die Blütezeit reicht von April bis Mai. In den Blattachseln finden sich die zu Büscheln angeordneten Blüten. Die Früchte sind schwarz, rot oder gelblich.

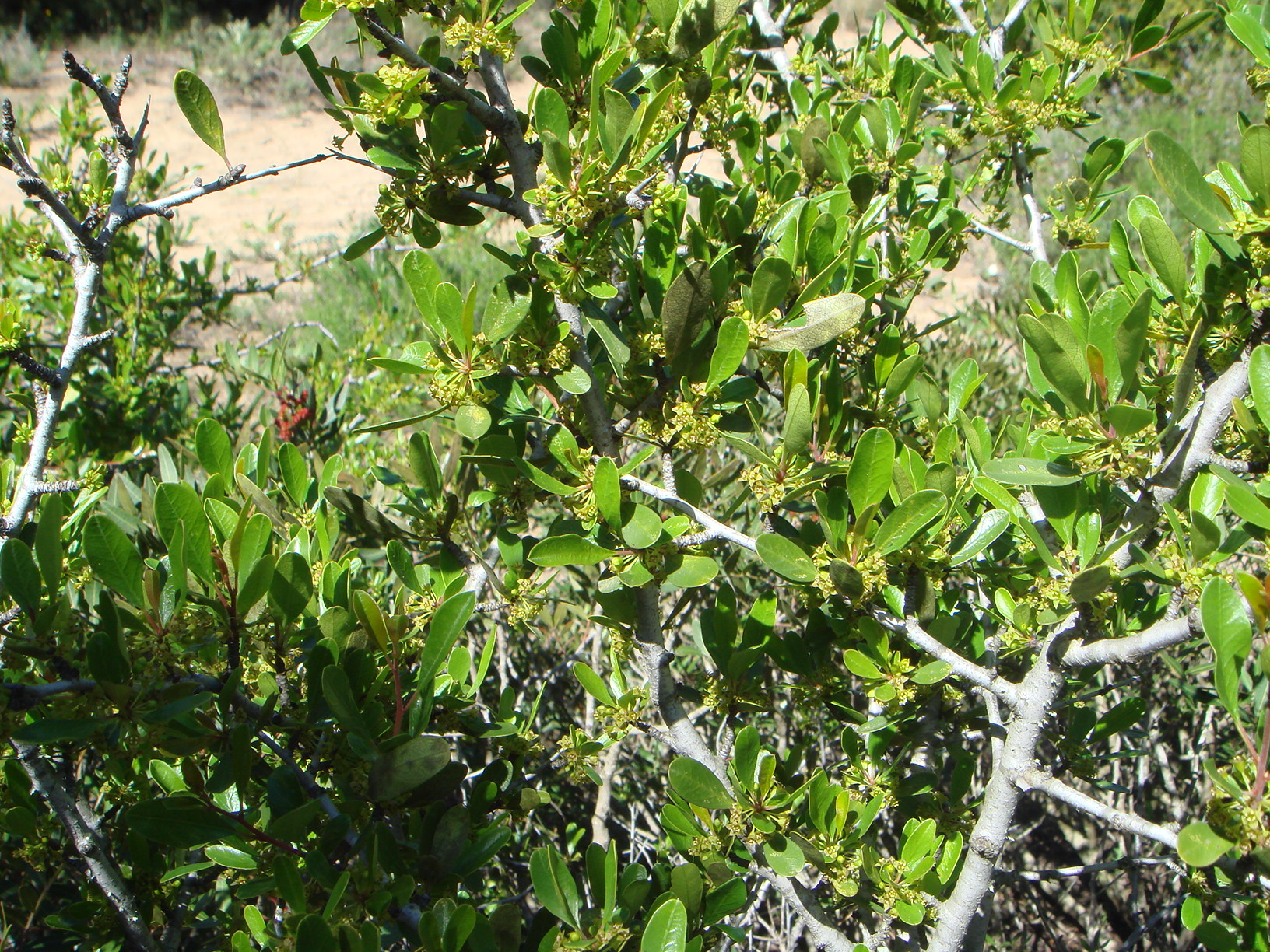
Habitus und Laubblätter

## Vorkommen
Rhamnus lycioides subsp. oleoides kommt im Mittelmeerraum in Marokko, Algerien, Tunesien, Libyen, Ägypten, Türkei, Griechenland mit Kreta, Italien mit Sardinien sowie Sizilien, Malta, Südfrankreich, Spanien mit Balearen und Portugal vor. Sie wächst in Kermeseichenwäldern und Phrygana.

## Taxonomie
Die Erstveröffentlichung erfolgte 1762 als Art unter dem Namen Rhamnus oleoides durch Carl von Linné in Species Plantarum, 2. Auflage, Tomus I, S. 279. Die Neukombination im Rang einer Unterart Rhamnus lycioides subsp. oleoides (L.) Jahand. & Maire wurde 1932 durch Émile Jahandiez und René Charles Joseph Ernest Maire in Catalogue des Plantes du Maroc, Band 2, S. 476. Ein weiteres Synonym für Rhamnus lycioides subsp. oleoides (L.) Jahand. & Maire ist Rhamnus amygdalina Desf.

## Belege